# Городище (Заволочицкий сельсовет)
Городи́ще (бел. Гарадзішча) — деревня в составе Заволочицкого сельсовета Глусского района Могилёвской области Республики Беларусь.

## Население
- 1999 год — 25 человек
- 2009 год — 8 человек